# Kim Lip
Kim Lip è il sesto singolo del girl group sudcoreano Loona, pubblicato nel 2017 dalla cantante Kim Lip come parte del progetto di pre-debutto.

## Tracce
1. Eclipse – 3:50 (testo: Park Jiyeon, Hwang Hyun (MonoTree) – musica: Daniel Obi Klein, Charli Taft)
2. Twilight – 3:07 (testo: Lee Jieun, Kim Taeseong, Song Jieun – musica: Cha Cha Malone, Kim Taeseong, Song Jieun)

## Classifiche
| Classifica (2017) | Posizione massima |
| ----------------- | ----------------- |
| Corea del Sud     | 14                |